# XPeng P5
La XPeng P5 (chinois : 小鹏P5; pinyin : Xiǎopéng P5) est une berline compacte à batterie produite par le constructeur automobile chinois de XPeng.
C'est la première voiture produite en série à être équipée de capteurs lidar pour les système d'aide à la conduite.

## Histoire

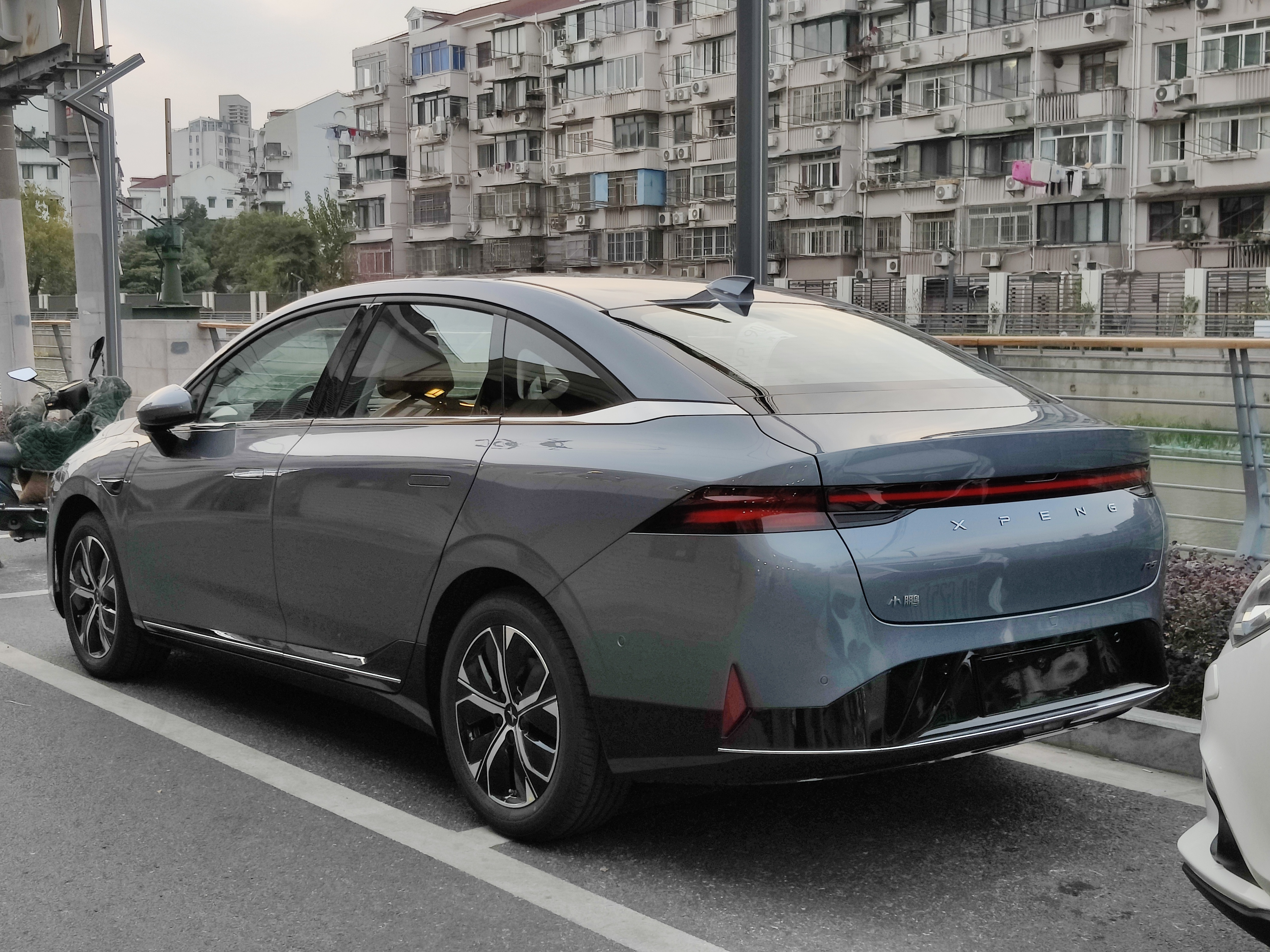
XPeng P5, arrière

Au salon de l'automobile de Shanghai d'avril 2021, XPeng a présenté le troisième modèle de sa marque, complétant l'offre en tant qu'alternative moins chère et plus petite au produit phare, la XPeng P7. Elle a pris la forme d'une berline compacte 4 portes.
En termes de style, la P5 s'est développée sur le langage de style[style à revoir] de la plus grande P7, se distinguant par une ligne de toit en pente douce vers l'extrémité courte et élancée de la partie arrière de la carrosserie. Les phares fabriqués en technologie LED étaient reliés entre eux par une bande lumineuse, tandis que le port de charge était situé dans l'aile avant droite.
L'habitacle conserve un design minimaliste, dominé par un vaste écran tactile vertical pour le système multimédia, faisant un angle diagonale de 15,6 pouces entre le bord du tableau de bord et le tunnel central[incompréhensible]. Le véhicule est équipé d'un système multimédia Xmart OS 3.0 de troisième génération avec une fonction de commande vocale.
La P5 est la première voiture de série de l'histoire à être équipée d'un système de conduite autonome avancé avec technologie Lidar. Il se compose de capteurs coopérant avec un ladar laser[Quoi ?] qui scanne les environs de la voiture à une distance de 150 mètres dans un rayon de 150 degrés, y compris les feux de circulation, les autres véhicules en mouvement, ainsi que les piétons et les cyclistes se déplaçant à proximité. Les 32 capteurs comprennent deux LiDAR, 12 capteurs à ultrasons et 5 capteurs à micro-ondes et 13 caméras de traitement d'images haute résolution.
La vente de la P5 devrait débuter au quatrième trimestre 2021, en commençant par le marché chinois. Elle a suscité beaucoup d'attention lors de sa première. Dans les 53 heures suivant ses débuts, XPeng a collecté 10 000 commandes pour la P5,. En 2022, ils prévoyaient d'également commencer à vendre le véhicule sur certains marchés d'Europe occidentale, à commencer par la Norvège. Le constructeur a confirmé que les commandes du P5 sont désormais ouvertes à la Norvège, le Danemark, les Pays-Bas et la Suède vont également bénéficier d'essais routiers dès avril 2022.

### Transmission
Le système de traction entièrement électrique de la P5 a une autonomie maximale d'environ 600 km (370 mi) avec une seule charge. La voiture sera disponible en propulsion arrière et en traction intégrale.